# Entephria inventaraia
Entephria inventaraia là một loài bướm đêm trong họ Geometridae.